# Зильберквит, Джулия
Джулия Зильберквит (англ: Julia Zilberquit) (р.21 июня 1971, Москва, РСФСР, СССР) ― американская и российская пианистка-виртуоз.

## Биография
Джулия Зильберквит родилась в Москве, в музыкальной семье. Училась в специальной музыкальной школе имени Гнесиных у Елены Эфрусси и Владимира Троппа. Брала частные уроки у Александра Мндоянца. В 1989 году заканчивает школу и переезжает в США, где поступает в Джульярдскую консерваторию («The Julliard School of Music») в класс прославленной пианистки Беллы Давидович. В 1993 году получает степень бакалавра музыки, а годом позже — магистра. Выступает с концертами в Америке, Европе и России. В 1992 году получает первое лауреатское звание на конкурсе в Нью-Йорке. Двумя годами позже (1994) завоевала Первую премию на Международном конкурсе музыкантов-исполнителей в Вене. После победы на венском конкурсе выступает в Европе, включая концерт на бетховенском фестивале в Вене, когда за дирижёрским пультом стоял гениальный скрипач и дирижёр Иегуди Менухин. Живёт в Нью-Йорке. Замужем. Двое детей: сын (род. 2002) и дочь (род. 2006).
Много раз исполнив клавирные концерты И. С. Баха, Julia Zilberquit сделала запись всех семи концертов на фирме Warner Classic 2014, (оркестр «Виртуозы Москвы», дирижёр Саулюс Сондецкис), которое престижный журнал Gramophone назвал «великолепным исполнением». Играя с Берлинским филармоническим оркестром Концерт Шумана, она была удостоена газетой «Der Tagesspiiegel» эпитета «романтическая поэтесса фортепиано».
Участвовала в музыкальных фестивалях в Кольмаре (Франция), в Нью-Йорке («Concerts of Universe. Genocide and Holocaust»), («Русские сезоны в музее Николая Рериха»), «Белые ночи» (Россия, С. Петербург), Клангбоген (Австрия, Вена), «Декабрьские вечера» (Россия, Москва), «Кремль музыкальный имени Николая Петрова» (Россия, Москва), Музыкальный фестиваль в Бардском университете (США, Бард), бетховенский фестиваль (Польша, Варшава), Penderecki Festival , Seattle fetival, «Дни высокой музыки» в Самаре. В декабре 2016 года и марте 2017 года Джулия Зильберквит принимала участие в программе нью-йоркских «Русских сезонов Николая Рериха».
За время своей музыкальной деятельности Джулия Зильберквит успела установить тесные творческие связи с такими дирижёрами, как Иегуди Менухин, Юрий Башмет, Леон Ботстейн, Нобарт Ерл, Александр Рудин, Дмитрий Ситковецкий, Саулюс Сондецкис, Владимир Спиваков, Мариус Стравинский, Джанандреа Нозеда.

## Премии
- Премия Международного конкурса в Нью-Йорке (1992)
- Первая премия Международного конкурса музыкантов-исполнителей в Вене (Perrenoud Foundation International Music Competition in Vienna) 1994

## Дискография
- Три века багателей (Three Centuries of Bagatelles). Naxos
- И. С. Бах. Все концерты для клавира соло. И. С. Бах-Вивальди. Два концерта. Транскрипция для фортепиано и камерного оркестра Джулии Зильберквит. (J.S. Bach. Complete solo keyboard concertos & J.S. Bach-Vivaldi. Two concertos). Warner Classic[11]
- Еврейская музыка из России («Jewish Music from Russia»). Прокофьев, Шостакович, Слонимский. Harmonia Mundi.
- Посвящение Шостаковичу. («Hommage a Shostakovich»). Шостакович. Концертино. Ор. 94. Транскрипция для фортепиано и камерного оркестра Джулии Зильберквит. MHS/BMG (США).